# Plan B
Plan B (eng. The Back-up Plan) romantična je komedija s Jennifer Lopez i Alexom O'Loughlinom u glavnim ulogama. Film je premijerno prikazan 21. travnja 2010. u Los Angelesu. U ostatku Amerike prikazivanje filma u kinima počelo je 23. travnja, dok je u hrvatskim kinima s prikazivanjem filma započeto 6. svibnja.

## Radnja
Mlada neudana žena Zoe (Jennifer Lopez) očajnički želi dijete. Ne može naći 'onog pravog' i zamoli svog najboljeg prijatelja za spermu koji ju odbije, te ode na umjetnu oplodnju. Ubrzo nakon oplodnje upozna Stana (Alex O'Loughlin) i njih dvoje počnu hodati. Zaplet radnje se dogodi kada Zoe prizna Stanu da je trudna. Nakon toga se odvija napredak njihovog odnosa usporedno s trudnocom koji otkriva kako su oboje pobijedili svoje nesigurnosti i zavrsili zajedno s rođenim blizancima i prinovom.

## Glumci
- Jennifer Lopez – Zoe
- Danneel Harris – Olivia
- Alex O'Loughlin – Stan
- Eric Christian Olsen – Clive
- Anthony Anderson – Dad
- Noureen DeWulf – Daphne
- Michaela Watkins – Mona
- Melissa McCarthy – Carol
- Jennifer Elise Cox – Babyland Salesgirl
- Tom Bosley – Arthur
- Linda Lavin – Nana
- Adam Rose – Louie
- Carlease Burke – Tabitha
- Maribeth Monroe – Lori
- Brenda Grate – Subway Passenger
- Peggy Miley – Shirley
- Amy Block – Sara
- Manos Gavras – Mario
- Kara Elizabeth Silva – Single Goth Mom
- Christine Lozano – samohrana majka
- Marlowe Peyton – Lucy
- Kim Ridley – samohrana majka
- Jihane Tamri – Nanny
- Brandon Herman – Farmer's Market Vendor
- Payton Lucas – Skylar
- Carter Sand – Cole

## Reakcije

### Kritike
Većina filmskih kritičara film je ocijenila negativno. Rotten Tomatoes je filmu dao ocjenu 23% od 100% na temelju 79 recenzija. Prosječna ocjena filma na recenzijama je 3.7 od 10. Rotten Tomatoes o samom filmu piše: "Jennifer Lopez je privlačna kao i uvijek, ali Plan B zagušuje svoju zvijezdu s nepovezanim likovima i predvidljivom radnjom." Metacritic je filmu dao ocjenu 36 od 100 na temelju 29 recenzija.
Kirk Honeycutt iz The Hollywood Reportera dao je filmu pozitivnu recenziju, dodajući "Pobjednički nastup Jennifer Lopez prevladava predvidljivu radnju romantične komedije koja uključuje trudnoću." Kritičarka Manohla Dargis iz The New York Timesa je napisala da "film jednostavno nije dovoljno dobar." Amy Biancolli iz San Francisco Chroniclea je pohvalila glumačku ekipu i napisala je: "Lopez radi dobar posao ponižavajući se u potrazi za humorom, pomicajući centar svoje težnje u više smjerova. O'Loughlin se ponašao ili povrijeđeno ili šokirano ili ošamućeno, ovisi kako je potrebno." Poznati filmski kritičar, Roger Ebert, iz Chicago Sun-Timesa dao je filmu ocjenu 1 od 4, a o filmu piše: "Film izgleda kao nepodnošljiva TV reklama o lijepim ljudima s predivnim stilovima života, bez i jedne misli o njihovim praznim sitnim glavama."

### Zarada
Prvi dan prikazivanja filma, 23. travnja, film je dospio na broj 1 liste gledanosti filmova u kinima u SAD-u tog dana. Film je prikazan 3.280 puta, a zaradio je 4.2 milijuna dolara. Nakon prvog vikenda prikazivanja film je zauzeo drugo mjesto sa zaradom od 12.3 milijuna dolara. Film je dosada zaradio 77.077.830 dolara. Film je dosada u Hrvatskoj zaradio 94.463 dolara, a dospio je do broja 3 liste gledanosti filmova.

## Vanjske poveznice
- Službena hrvatska web stranica
- Službena web stranica  Arhivirana inačica izvorne stranice od 25. veljače 2011. (Wayback Machine) (engl.)
- Plan B u internetskoj bazi filmova IMDb-a (engl.)
- Plan B na Box Office Mojo (engl.)